# 亞洲電視劇集列表 (2010年代)
本表列举了亚洲电视本港台2010年至2015年末制作、发行或播出的剧集。

## 2010年

### 自製劇集
| 首播日期 | 集數 | 劇名        | 監製   | 演員                                                                                                 | 官方網頁 | 備註                           |
| 11月22日 | 75   | 香港 GoGoGo | 龍紹基 | 何守信、鮑起靜、吳浣儀、吳耀明、黎燕珊、裴殷、盧頌之、姜皓文、袁文傑、梁慧恩、古卓文、于天龍、凌文海 | 網頁     | 為黃炳均入主後首部開拍的電視劇 |

### 外判劇集
| 首播日期 | 集數 | 劇名     | 監製          | 演員                                                                                 | 官方網頁 | 備註                                                           |
| 7月26日  | 35   | 法網群英 | 鄧特希        | 吳啟華、陳秀雯、萬綺雯、陳啟泰、蘇永康、呂頌賢、張文慈、吳廷燁、潘志文、江圖、樓南光 | 網頁     | 製作單位為鄧特希工作室                                         |
| 9月13日  | 30   | 勝者為王 | 賴建國 戚家基 | 蔡少芬、張智霖、杜汶澤、徐少強、樊亦敏、江圖、王宗堯                                 | 網頁     | 前名《勝者為王2008》及《勝者為王...爭霸》 製作單位為新視線集團 |

### 合拍劇集
| 首播日期 | 集數 | 劇名           | 監製 | 演員                                                                       | 官方網頁 | 備註               |
| 10月25日 | 20   | 如果月亮有眼睛 |      | 瞿穎、胡兵、連凱、楊恭如、耿樂、秦海璐、陳啟泰、蔣勤勤、黄婉君(監製：楊超) | 網頁     | 與北京激动影业合拍 |

## 2011年

### 自製劇集
| 首播日期 | 集數 | 劇名       | 監製   | 演員                                                           | 官方網頁 | 備註     |
| 6月26日  | 13   | 東宮西宮TV | 胡恩威 | 陳浩峰、陳淑莊、楊永德、伍嘉雯、鍾家誠、高若珊、凌梓維、曾兆賢 |          | 高清製作 |

### 外判劇集
| 首播日期 | 集數 | 劇名             | 監製   | 演員                                         | 官方網頁 | 備註                                     |
| 10月3日  | 22   | 上海灘之俠醫傳奇 | 鄧特希 | 吳啟華、蔡少芬、王傑、呂頌賢、周嘉玲、蘇永康 |          | 本劇拍攝於2004年，製作單位為鄧特希工作室 |

## 2012年

### 外判劇集
| 首播日期 | 集數 | 劇名     | 監製   | 演員                                 | 官方網頁 | 備註                   |
| 3月20日  | 60   | 親密損友 | 鄧特希 | 關楚耀、高皓正、趙碩之、快必、譚杏藍 |          | 製作單位為鄧特希工作室 |

## 2014年

### 合拍劇集
| 首播日期 | 集數 | 劇名        | 監製 | 演員                                                 | 官方網頁 | 備註                               |
| 10月13日 | 39   | 女神辦公室2 |      | 付然、白莫菲、鍾思華、劉杰、王爭、陳鍇、王柯達、黃華 | 官方網頁 | 與广西卫视、英扬万盈影业、PPTV合拍 |

## 2015年

### 外判劇集
| 首播日期 | 集數    | 劇名     | 監製        | 演員                                                 | 官方網頁 | 備註                |
| 8月31日  | 10 (30) | 大地遺孤 | 賀志良 黃日 | 龐秋雁、陳寶轅、嘉俊、蔡國威、關偉倫、何婷恩、張國權 |          | 本劇於2001年7月拍攝 |